# 七月派
七月派诗人群的形成源于《七月》、《希望》等杂志的出版社发行。
1937年9月胡风等在上海创建《七月》杂志，胡风担任主编。《七月》、《希望》等杂志的的成立以及《七月》丛书的出版为中国现代诗歌的发展提供了刊载平台，形成了以艾青、田间、牛汉等诗人为代表的诗人群。因该诗人群的作品大多数在《七月》等杂志上发表，故被称为七月派。
七月派诗人的作品思想性突出，诗歌的主题往往与社会现实有密切关系，充满着政治态度鲜明的艺术激情。

## 相关连接
- 诗歌概述
- “七月”派
- 中国诗歌史[永久]